# Cəyirli (Göyçay)
Cəyirli è un comune dell'Azerbaigian situato nel distretto di Göyçay. Conta una popolazione di 1 844 abitanti.